# ذا مارس فولتا
ذا مارس فولتا (بالإنجليزية: The Mars Volta)‏ هي فرقة روك أمريكية من مدينة إل باسو تشكلت في عام 2001. وتتشكل الفرقة من عمر رودريغز لوبيز ، سيدريك زافالا، خوان ألدريت، مارسيل رودريغيز لوبيز، ديناتوني باركز.

## وصلات خارجية
- ذا مارس فولتا على موقع IMDb (الإنجليزية)
- ذا مارس فولتا على موقع ميوزك برينز (الإنجليزية)
- ذا مارس فولتا على موقع رولينغ ستون (الإنجليزية)
- ذا مارس فولتا على موقع أول ميوزيك (الإنجليزية)
- ذا مارس فولتا على موقع ديسكوغز (الإنجليزية)

- الموقع